# Giannino, il coguaro solitario
Giannino, il coguaro solitario (Charlie, the Lonesome Cougar) è un film d'avventure per famiglie  del 1967 prodotto dalla Walt Disney Productions, diretto da Rex Allen e Winston Hibler. È stato girato presso Enumclaw (King County, stato di Washington, USA), nella zona delle Cascade Mountains. Trasmesso per la prima volta in Italia su Rai Uno nel contesto del programma  Disneyland, nel dicembre 1973.